# The Daily Telegraph
Cet article concerne un quotidien britannique. Pour le tabloïd australien, voir The Daily Telegraph (Australie).
« The Telegraph » redirige ici. Pour le quotidien indien, voir The Telegraph (Calcutta).
The Daily Telegraph, ou The Telegraph, est un quotidien d'information britannique fondé en 1855 sous le nom Daily Telegraph and Courier. Depuis 1961, il a également une édition dominicale intitulée The Sunday Telegraph, qui a sa propre rédaction.
En janvier 2009, le Telegraph était le journal grand format britannique le plus vendu, avec un tirage quotidien moyen certifié de 842 912 exemplaires, contre 617 483 pour The Times, 358 844 pour The Guardian et 215 504 pour The Independent.
Le journal est connu pour ses positions très proches du Parti conservateur et a soutenu ouvertement le Brexit lors du référendum du 23 juin 2016,,. Il a soutenu les conservateurs (Tories) dans toutes les élections depuis la seconde guerre mondiale. Certains critiques le surnomment d'ailleurs The Torygraph.   
Selon un sondage effectué en 2004, 61 % des lecteurs du Telegraph soutiennent le Parti conservateur, contre seulement 31 % de la population générale.  
Filiale du Telegraph Media Group, il est majoritairement détenu par la famille Barclays.

## Propriétaires

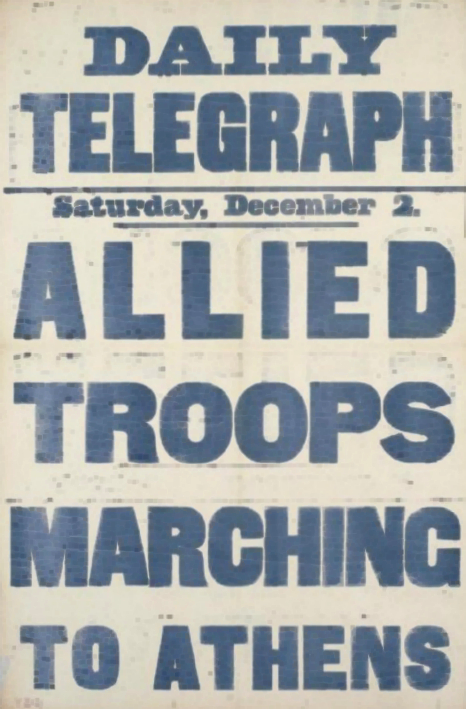
Page couverture du 2 décembre 1916 : Troupes alliées marchant vers Athènes.

Jusqu'en 1994, le Daily Telegraph et les autres journaux du groupe, était la propriété de l'homme d'affaires britannique d'origine canadienne Conrad Black. Le groupe de presse fut racheté par les frères Barclay, hommes d'affaires britanniques, déjà propriétaires de plusieurs journaux au Royaume-Uni.
Le quotidien est en cours de rachat par un fonds contrôlé par Mansour Ben Zayed, le dirigeant d’Abou Dhabi et vice-président des Émirats arabes unis. La perspective de ce rachat provoque l’émoi au sein du parti conservateur. Dix-huit députés de ses députés publient une lettre ouverte estimant que la transaction présentait « une menace potentielle très réelle pour la sécurité nationale » et le gouvernement décide d'intervenir en saisissant deux régulateurs, l’Ofcom, chargé des médias, et la CMA, l’autorité de la concurrence.

## Passé historique

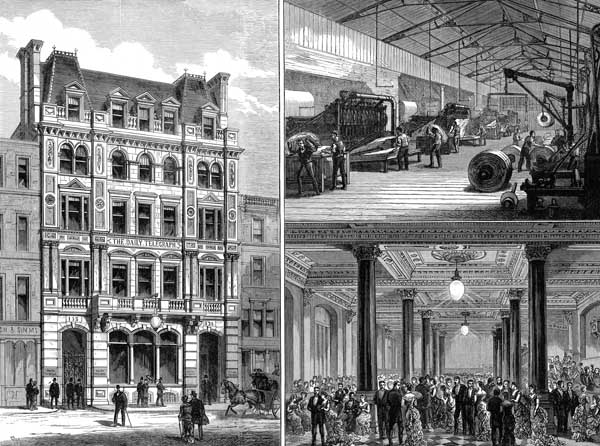
Les nouveaux bureaux et imprimerie du Daily Telegraph à Fleet Street, Londres. The Illustrated London News, 1882.

Il reste de la longue histoire du journal une mémorable entrevue de l'empereur Guillaume II (de Prusse), publiée en 1908 devenue l' affaire du Daily Telegraph. Affirmant son amitié pour le Royaume-Uni, lui qui a du sang anglais, en tant que petit-fils de l'impératrice Victoria s'emporte, perd le contrôle, et va jusqu'à déclarer qu'il a personnellement contribué, par ses conseils, à l'effort militaire britannique dans la guerre des Boers. Toute l'Allemagne ayant soutenu les Boers, elle découvre, consternée, que son empereur est faible d'esprit.

## Positions éditoriales
Les liens personnels entre l'équipe éditoriale du journal et la direction du Parti conservateur (Tory), combinés à l'influence du quotidien auprès des militants conservateurs, font que ce journal est souvent surnommé « The Torygraph ».  
Avant de se lancer en politique, le premier ministre britannique, Boris Johnson publiait régulièrement des articles dans ses pages. Le quotidien défend également des positions pro-américaines et eurosceptiques.

### Le scandale des notes de frais
Le 8 mai 2009, le Telegraph révèle qu'un grand nombre de membres du Parlement britannique (MP) ont réclamé le remboursement abusif de frais exorbitants ou sans rapport avec leur charge politique. Le journal distille alors quotidiennement des révélations sur les montants réclamés par les députés. Le scandale indigne l'opinion publique et provoque la démission du président de la Chambre des communes, le travailliste Michael Martin (non impliqué dans le scandale). Dans la foulée, de nombreux députés annoncent qu'ils ne se représenteront pas.

### Lien avec l'affaire HSBC
Le 17 février 2015, l'éditorialiste en chef du journal, Peter Oborne (en), proteste et claque la porte du journal en accusant la direction de tromperie envers les lecteurs et en leur reprochant de céder à la pression de HSBC. Peter Oborne réclame une enquête indépendante, et déclare « la distinction entre le département publicité et le contenu éditorial s'est effacée ». Selon un ancien responsable du journal « HSBC est un publicitaire qu'on ne peut pas se permettre d'offenser »,.

### Les Emirats envisagent d'acheter The Telegraph
Fin novembre 2023, les Émirats arabes unis font une offre pour acquérir The Telegraph, ce qui fait craindre un « newswashing » du Golfe. Selon Amnesty International, l'accord aurait de graves implications pour la liberté de la presse au Royaume-Uni, tandis que The Telegraph publie un communiqué soulignant que son indépendance éditoriale doit être garantie. En outre, le secrétaire d'État pour le numérique et les médias Lucy Frazer se préoccupe du sujet par une lettre reçue des députés conservateurs. Cette lettre déclare : « L'influence sur un journal national de qualité faite par un État étranger peut susciter des préoccupations et doit faire l'objet d'une enquête ».
À la mi-mars 2024, le gouvernement britannique décide d'annuler la vente (contre 600 millions de livres sterling) du journal aux Émirats arabes unis.

### Melania Trump
En janvier 2019, après que la couverture du magazine a été consacrée à Melania Trump, le journal se voit contraint d'admettre que « l’article contenait un certain nombre de fausses déclarations qui (...) n'auraient pas dû être publiées ». Le quotidien précise avoir « accepté de verser à Mme Trump des dommages et intérêts substantiels, ainsi que de payer ses frais de justice ».